# Wilhelm Ahrens (Politiker, 1898)
Wilhelm Ahrens (* 9. Februar 1898 in Lesum; † 4. Juni 1974 in Bremen) war ein deutscher Uhrmacher, Redakteur, Widerstandskämpfer gegen den Nationalsozialismus, Amtsvorsteher und Politiker (SPD).

## Biografie

### Ausbildung und Beruf
Ahrens war von 1912 bis 1924 Uhrmacher. Im Ersten Weltkrieg diente er als Soldat. Er war von 1924 bis 1933 Buchhändler und Redakteur der Bremer Volkszeitung. Von 1936 bis 1944 war er als Brothändler tätig.

### Politik
Um 1919 trat er der SPD bei. Zur Zeit des Nationalsozialismus versuchte er im Widerstand gegen den Nationalsozialismus die SPD in der Illegalität neu zu gruppieren. Nach dem Verbot des Reichsbanners im März 1933 wurde er in „Schutzhaft“ genommen in dem zu einem SA-Lager umfunktionierten Amtsgerichtsgefängnis in Blumenthal und anschließend zu 18 Monaten Gefängnis verurteilt. Von 1944 bis 1945 musste er in ein Arbeitslager.
Nach dem Zweiten Weltkrieg nahm er seine Aktivitäten in der SPD wieder auf und wurde 1946 Amtsvorsteher, bzw. ab dem 16. Dezember 1946 Ortsamtsleiter in Bremen-Blumenthal. Ahrens wurde 1948 als Nachfolger des Vegesacker Ortsamtsleiters Otto Budschigk († 3. Oktober 1948) mit den Stimmen der Kommunisten (Jakob Pfarr u. a.) gewählt gegen den geschlossenen „bürgerlichen Block“ und trat das Amt in Vegesack am 15. März 1949 an. Sein Nachfolger in Blumenthal wurde Willy Dehnkamp.
Er war von 1950 bis 1963 Mitglied der Bremer Bürgerschaft und in verschiedenen Deputationen tätig.

### Privat
Ahrens war seit dem 1. Mai 1925 mit der Arbeiterin Emma geb. Waltemate (1900–1985) verheiratet. Die Eheschließung fand im Standesamt Blumenthal statt.
Wilhelm Ahrens starb am 4. Juni 1974 um 07:05 Uhr im Zentralkrankenhaus Bremen-Nord im Alter von 76 Jahren. Er wohnte zuletzt in Bremen im Bröken 35.

### Weitere Mitgliedschaften
Von 1955 bis 1973 war er Vorsitzender des Heimat- und Museumsvereins für Vegesack und Umgebung und wirkte bei der Gründung des Heimatmuseums im Schloss Schönebeck mit und konnte 1972 dessen Eröffnung noch miterleben.

## Ehrungen
- Die Wilhelm-Ahrens-Straße in Bremen-Grohn wurde nach ihm benannt.